# Smoked Out, Loced Out
Smoked Out, Loced Out – pierwsze wydawnictwo amerykańskiej grupy hip-hopowej Three 6 Mafia, wówczas występującej pod nazwą Triple Six Mafia. Zostało ono wydane 25 listopada 1994 r. Album ten był zapowiedzią debiutanckiego albumu Mystic Stylez, który został wydany pół roku później.

## Lista utworów
1. "Triple 6 Hotline" – 0:54
2. "Victim of a Driveby" (featuring Lil' Glock & S.O.G.) – 3:49
3. "Walk Up To Yo' House" – 3:46
4. "Interlude" – 0:48
5. "Beatin' Them Hoes Down" – 4:20
6. "Now I'm High Really High" (featuring Lil Fly) – 5:44
7. "Triple 6 Hotline Pt. 2" – 0:26
8. "Niggas Ain't Barrin' That" – 4:11
9. "Stash Pot" – 5:04
10. "Victim of This Shit" (featuring Gangsta Blac & Lil Fly) – 7:01
11. "Pimpin' & Robbin'" (featuring Kingpin Skinny Pimp & 211) – 3:45
12. "Fuck All Them Hoes, Part 2" – 4:05
13. "Crank This Bitch Up" (featuring Gangsta Blac) – 5:04
14. "Outro" – 2:39
15. "Flaugin' Ass Nigga" (featuring K-9) – 3:44
16. "Squeeze On My Nuts" – 3:28
17. "Triple 6 Hotline Pt. 3" – 0:18